# Rhodobaenus
Rhodobaenus är ett släkte av skalbaggar. Rhodobaenus ingår i familjen Dryophthoridae.

## Bildgalleri

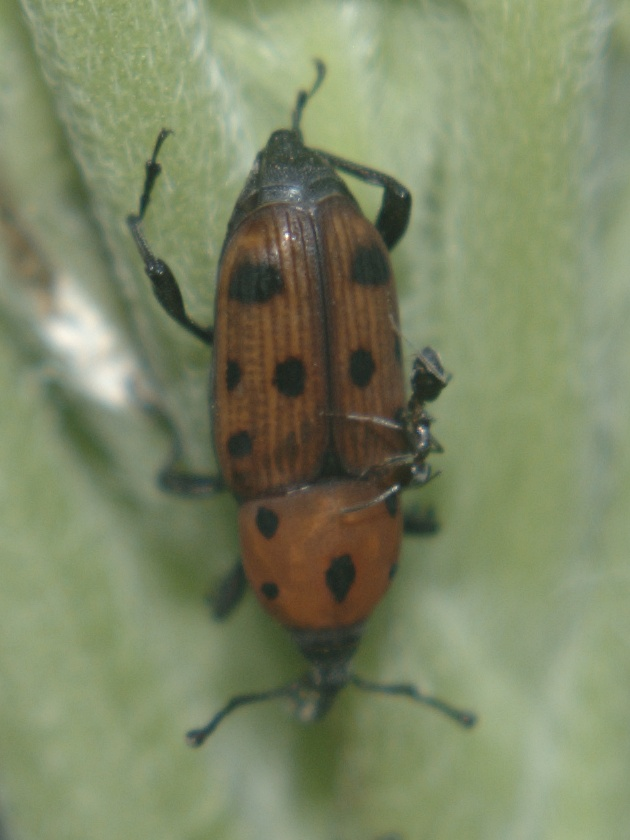

## Dottertaxa tillRhodobaenus, i alfabetisk ordning[1]
- Rhodobaenus adspersus
- Rhodobaenus albopunctatus
- Rhodobaenus alboscutellatus
- Rhodobaenus anceps
- Rhodobaenus andreae
- Rhodobaenus apicalis
- Rhodobaenus arcuatus
- Rhodobaenus auctus
- Rhodobaenus augustinus
- Rhodobaenus auriculatus
- Rhodobaenus bicinctus
- Rhodobaenus bipunctatus
- Rhodobaenus bisignatus
- Rhodobaenus biundulatus
- Rhodobaenus boliviensis
- Rhodobaenus brevirostris
- Rhodobaenus cariniventris
- Rhodobaenus centromaculatus
- Rhodobaenus cinctus
- Rhodobaenus cinereiventris
- Rhodobaenus confusus
- Rhodobaenus corniculatus
- Rhodobaenus crassipes
- Rhodobaenus cribrarius
- Rhodobaenus crucicollis
- Rhodobaenus cuneatus
- Rhodobaenus cuneipennis
- Rhodobaenus cylindricollis
- Rhodobaenus deliciosus
- Rhodobaenus deltoides
- Rhodobaenus dentifer
- Rhodobaenus duodecimmaculatus
- Rhodobaenus elegans
- Rhodobaenus femoralis
- Rhodobaenus formosus
- Rhodobaenus fortirostris
- Rhodobaenus funerarius
- Rhodobaenus graphicus
- Rhodobaenus guttatus
- Rhodobaenus haematidus
- Rhodobaenus immaculatus
- Rhodobaenus implicatus
- Rhodobaenus impressus
- Rhodobaenus interruptus
- Rhodobaenus lebasi
- Rhodobaenus leptocerus
- Rhodobaenus leucographus
- Rhodobaenus lineatocollis
- Rhodobaenus lineiger
- Rhodobaenus longicollis
- Rhodobaenus maculatus
- Rhodobaenus maculifer
- Rhodobaenus maculipes
- Rhodobaenus melanurus
- Rhodobaenus mesomelas
- Rhodobaenus metropolitanus
- Rhodobaenus miniatus
- Rhodobaenus nawradi
- Rhodobaenus nebulosus
- Rhodobaenus niger
- Rhodobaenus nigricornis
- Rhodobaenus nigripennis
- Rhodobaenus nigripes
- Rhodobaenus nigrolineatus
- Rhodobaenus nigropictus
- Rhodobaenus nigrosignatus
- Rhodobaenus obliquus
- Rhodobaenus obscurus
- Rhodobaenus olivaceus
- Rhodobaenus pantherinus
- Rhodobaenus pinguis
- Rhodobaenus plicatus
- Rhodobaenus pulchellus
- Rhodobaenus punctatus
- Rhodobaenus puncticollis
- Rhodobaenus pustulatus
- Rhodobaenus pustulosus
- Rhodobaenus quadripunctatus
- Rhodobaenus quatuordecimpunctatus
- Rhodobaenus quinquemaculatus
- Rhodobaenus quinquepunctatus
- Rhodobaenus rubellus
- Rhodobaenus rubicundus
- Rhodobaenus rubrovittatus
- Rhodobaenus saginatus
- Rhodobaenus sanguineus
- Rhodobaenus saucius
- Rhodobaenus schnusei
- Rhodobaenus sexguttatus
- Rhodobaenus stigmaticollis
- Rhodobaenus stigmaticus
- Rhodobaenus subcristatus
- Rhodobaenus suturalis
- Rhodobaenus suturellus
- Rhodobaenus tenuiscapus
- Rhodobaenus tessellatus
- Rhodobaenus thoracicus
- Rhodobaenus tredecimpunctatus
- Rhodobaenus triangularis
- Rhodobaenus unidentatus
- Rhodobaenus valens
- Rhodobaenus variabilis
- Rhodobaenus varieguttatus
- Rhodobaenus veraepacis
- Rhodobaenus vittatipennis
- Rhodobaenus v-nigrum
- Rhodobaenus ypsilon